# Comuna Rotunda, Edineț
Comuna Rotunda este o comună din raionul Edineț, Republica Moldova. Este formată din satele Rotunda (sat-reședință) și Hlinaia Mică.

## Demografie
Conform datelor recensământului din 2014, comuna are o populație de 1.120 de locuitori. La recensământul din 2004 erau 1.530 de locuitori.

## Administrație și politică
Componența Consiliului local Rotunda (9 consilieri), ales la 5 noiembrie 2023, este următoarea:
|  | Partid                                       | Consilieri | Componență | Componență | Componență | Componență | Componență | Componență | Componență |
|  | -------------------------------------------- | ---------- | ---------- | ---------- | ---------- | ---------- | ---------- | ---------- | ---------- |
|  | Liga Orașelor și Comunelor                   | 7          |            |            |            |            |            |            |            |
|  | Partidul Socialiștilor din Republica Moldova | 1          |            |            |            |            |            |            |            |
|  | Partidul Liberal Democrat din Moldova        | 1          |            |            |            |            |            |            |            |